# 샤페이 (개)

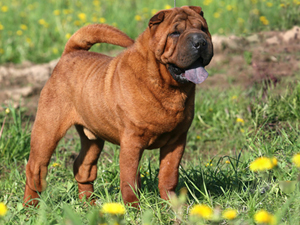

샤페이(중국어: 沙皮, 광둥어 예일: shā pèih, 병음: shā pí)는 중국의 개 품종이다.
중국 남부. 전통적으로 재산 수호자로 여겨졌던 샤페이는 20세기에 멸종 위기에 처했다. 이 품종은 서양에서 깊은 주름으로 알려져 있으며, 홍콩에서는 덜 주름진 전통적인 형태를 유지하고 있다.

## 설명
샤페이는 털이 짧은 중간 크기의 개로 지나치게 주름진 피부로 유명하다. 이 품종은 마스티프과의 많은 개 품종과 유사하다. 그러나 스피츠 품종과 가장 밀접한 관련이 있으며 차우차우가 가장 가까운 친척이다. 이것은 두 품종 모두 독특한 청록색 혀를 가지고 있는 경우에서 가장 분명하게 나타난다. 이 개는 차우차우, 아키타, 시바견, 말라뮤트, 그린란드 개와 동일한 유전적 그룹에 속한다.
성체 샤페이는 일반적으로 키가 44~51센티미터(17~20인치)이고 무게는 16~20킬로그램(35~44파운드)이다. 털은 짧고 매우 거친 털을 갖고 있으며 흰색을 제외한 모든 단색이 가능하다. 빨간색, 엷은 황갈색, 크림색이 가장 일반적이다.
중국 품종 표준에는 조개 껍질 귀, 나비 코, 멜론 모양의 머리, 할머니 얼굴, 물소 목, 말 엉덩이 및 용 다리가 있다고 명시되어 있다. 이 견종의 머리는 몸에 비해 상대적으로 크며 넓은 주둥이는 일반적으로 털의 나머지 부분보다 어둡고 잘 패딩 처리되어 밑 부분이 돌출되어 있으며 귀는 넓게 떨어져 있고 작고 삼각형이며 눈은 자리잡았다. 머리의 피부 주름 깊숙이 들어간다. 이 품종은 곧고 뼈가 튼튼하며 경사진 어깨 아래에 있는 근육질의 다리와 전형적인 스피츠 유형의 개처럼 등 위로 말려진 중간 길이의 넓은 꼬리를 가지고 있다.